# スチュワート・グランプリ
スチュワート・グランプリ (Stewart Grand Prix）は、かつて存在したイギリスのレーシングチームおよびコンストラクター。1997年から1999年までF1世界選手権に参戦した。チーム創設者は、3度のF1王者ジャッキー・スチュワートと息子のポール・スチュワート。

## 沿革

### ポール・スチュワート・レーシング
スコットランド出身の名レーサー、ジャッキー・スチュワートの長男ポール・スチュワートは1988年にフォーミュラ・フォード2000にデビューした際、ドライバー兼チームオーナーとしてポール・スチュワート・レーシング（Paul Stewart Racing, PSR ）を設立。ロンドン北西部のミルトンキーンズに拠点を構え、フォーミュラ・ボクスホール・ロータス、イギリスF3選手権、国際F3000選手権にも活動を広げた。PSRはイギリスF3で大きな成功を収め、8年間に6名のシリーズチャンピオンを輩出した。ポール自身は国際F3000に参戦し、F1のフットワーク・アロウズでテスト走行も経験したが、1993年一杯でレーサーを引退し、1994年からチーム運営に専念した。

### F1参戦計画
ジャッキーはマトラとティレルで3度F1チャンピオンを獲得した際、いずれもフォード・コスワース・DFVエンジンを使用しており、現役引退後もフォードのコンサルタントを務めていた。1995年、フォード・コスワースからエンジンをワークス供給を受けていたベネトンがルノーエンジンにスイッチしたため、ZETEC-Rエンジンの供給先をザウバーに切り替えたが、成績には満足していなかった。スチュワート親子はフォードの全面的な支援のもとPSRがF1に進出するプロジェクトを提案し、1995年のクリスマス前にフォードから承認された。1996年1月にスチュワート・グランプリの計画が発表され、1997年の参戦にむけて準備が進められた。
やがて、チームマネージャーはデビッド・スタッブス、テクニカルマネージャーはアンディ・ミラーであることが判明(ポール・スチュワート・レーシングで働いていた人々)、エンジニアは、アラン・ジェンキンス (Technical Director)、Dave Amey(Chief Designer)、Dave Rendall、Richard McAinsh(Composite Design)、アンディ・ル・フレミング、およびエグバル・ハミディ(Head of Aerodynamics)であることが明らかにされた。
当時、ほかにも国際F3000からF1に挑戦した新興チームはいたが、ジョーダンの成功を除けば、オニクス、パシフィック、フォルティなど、みな資金不足と非力なマシンで苦戦を強いられていた。その中でスチュワートはフォード・コスワース・ZETEC-Rエンジンをワークスとして独占供給され、資金面も香港上海銀行 (HSBC) やテキサコ石油、マレーシア観光局といった国際的な大口スポンサーを獲得する手際の良さが光っていた。また、同じ1997年にはアラン・プロストがリジェを買収してプロスト・グランプリを興しており、元F1王者が指揮する2チームとして比較された。

### 1997年

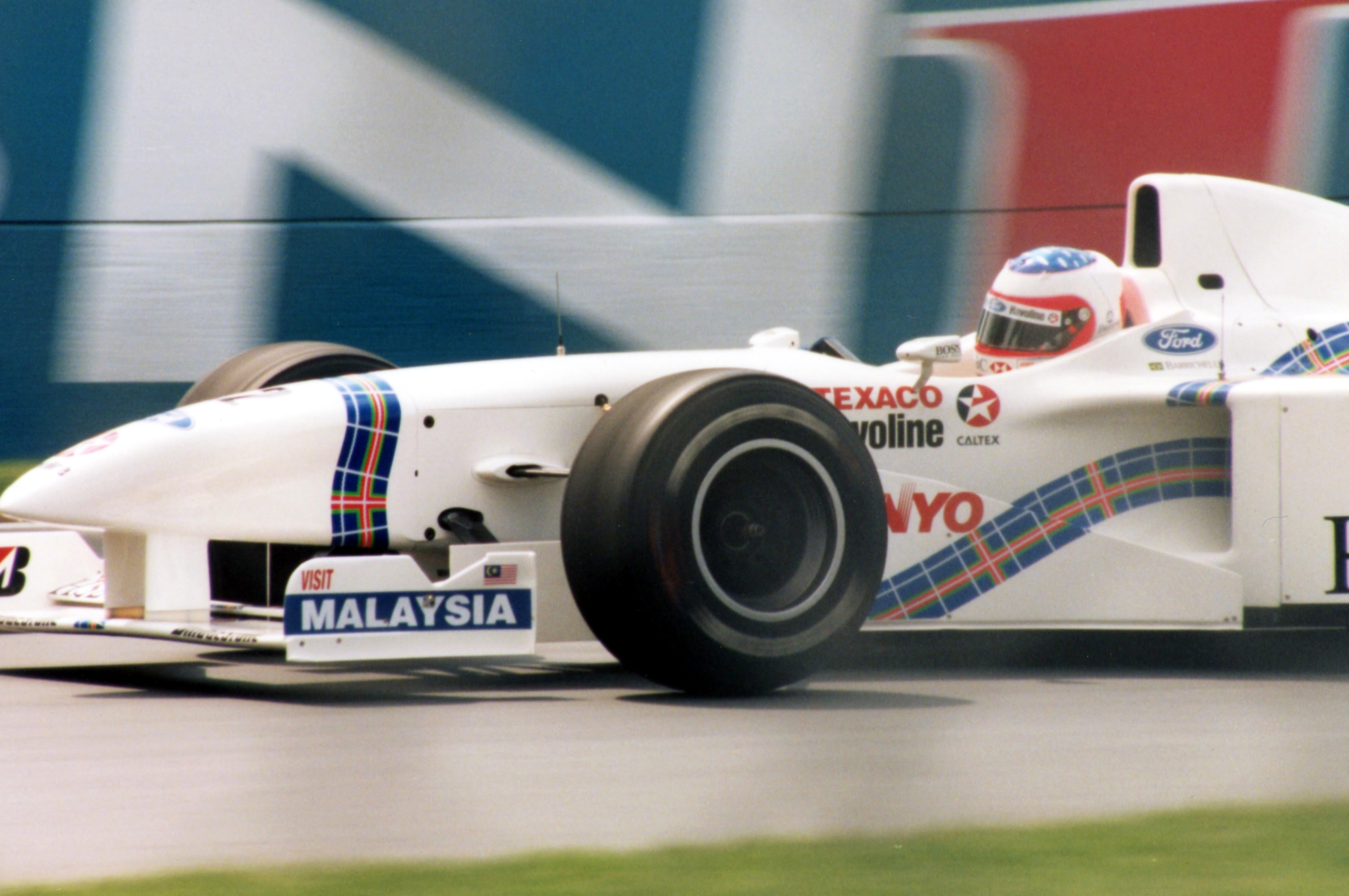
SF-1を駆るバリチェロ（1997年カナダGP）

ドライバーはジョーダンからルーベンス・バリチェロをエース待遇で迎い入れ、PSRで1994年のイギリスF3を制覇したヤン・マグヌッセンをセカンドドライバーに起用した。1996年チャンピオンに輝きながら当時在籍していたウィリアムズを解雇されたデイモン・ヒルも興味を示したが、「参戦初年度と言う事でリスクが高い」「古くから続くスチュワート一家との関係を拗らせる事はしたくなかった」と言う理由で見送った。
前年3月にアロウズから加入していたアラン・ジェンキンスが1年間をかけて新車SF-1を手がけ、タイヤメーカーは新規参入したブリヂストンを選択した。マシンのカラーは白地にジャッキー・スチュワートのトレードマークでもあるタータンチェックのラインを入れ、エンジンカバーにはFordのロゴ（ブルーオーバル）が大きく描かれた。
第5戦、雨のモナコGPでバリチェロが2位に入り、チーム初ポイントを初表彰台で飾る。予選では度々トップ10内に食い込み、オーストリアGP、ルクセンブルクGPではバリチェロ、マグヌッセン共々一時入賞圏内を走るなど健闘を見せたが、新規参戦チームへのF1の壁は厚く、入賞はモナコの1回のみ。初期トラブルが多く、34レース（2台×17戦）中リタイアは26回を数えた。

### 1998年
2年目の1998年もドライバーはバリチェロとマグヌッセンで変わらず。SF-2ではカーボン製ギアボックスなど攻めの開発姿勢を見せるが、前年ほどのスピードを感じるさせることはなく、低迷の原因になる。シーズン中盤には不振のマグヌッセンを解雇し、フランスGPからヨス・フェルスタッペンを起用した。コンストラクターズランキングは8位と昨年の9位を上回ったが、入賞は第7戦カナダGPのダブル入賞（バリチェロ5位・マグヌッセン6位）を含めて3回のみだった。

### 1999年

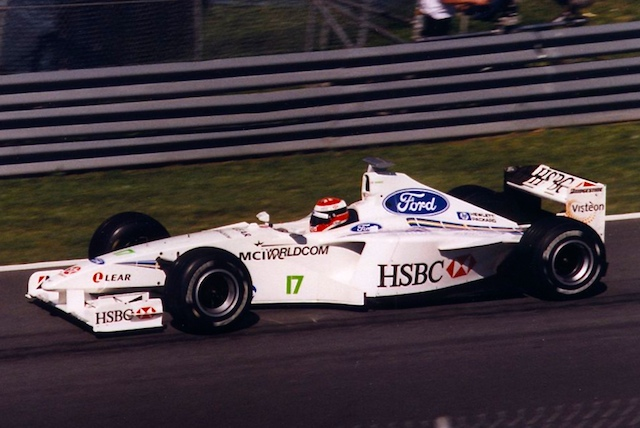
SF-3を駆るハーバート（1999年カナダGP）

1999年はバリチェロと、ザウバーから加入したベテランのジョニー・ハーバートというラインナップで戦った。テクニカルディレクターのアラン・ジェンキンスと空力担当のエグバル・ハミディがSF-3の設計を残してチームを去り、前年秋にジョーダンから加入したゲイリー・アンダーソンが開発陣を指揮した。エンジンは軽量コンパクトでありながらハイパワーな新設計のCR-1を搭載する。
マシンパフォーマンスは著しく向上し、フェラーリ、マクラーレンやウィリアムズ、ジョーダンといった強豪と互角に渡り合う健闘を見せる。バリチェロは第2戦ブラジルGPで堂々のトップ走行。第7戦フランスGPでチーム初となるポールポジションを獲得した。第14戦ヨーロッパGPでは予選14位と15位に低迷したが、雨で混乱した展開に乗じて的確なピット戦略を採り、ハーバートがチーム初優勝をもたらし、バリチェロも3位表彰台を獲得した。レース後にはジャッキー・スチュワート代表も表彰台に上がり、ドライバーたちと歓喜のシャンパンファイトを繰り広げた。こうした活躍もあり、1999年はフェラーリ、マクラーレン、ジョーダンに次ぎコンストラクターズ4位と一挙に飛躍した。

### チーム売却
モータースポーツ活動の拡大を図るフォードは、アウディと共に、1998年にコスワース エンジニアリング社を分割折半し、そのレーシング部門を100%子会社にしてコスワース・レーシング社を設立、翌1999年6月にはスチュワート・グランプリ社も買収し、2000年より傘下のジャガーブランドを冠したジャガー・レーシングとしてF1にワークス参戦することを発表した。買収金額は130ミリオン（1億3000万）ドル。1999年第4四半期には、トニー・パーネルの設立したPIリサーチ、PIテクノロジー社を買収し、PIグループ社を形成。
チーム創設者のスチュワート家に関しては、ジャッキーは2000年1月のジャガー・R1発表会で勇退を表明し、ポールはチーフ・オペレーティング・オフィサーとしてチームに残ったが、4月に結腸の癌が発見され、治療に専念するため10月にチームを離れた。
ジャガーF1チームでは、2001年のシーズン前にはこれらの3つの会社を統括するプレミア・パフォーマンス・ディビジョン (PPD) を設立した。
その後、ジャガーF1チームは政治的ないさかいに終始した結果、スチュワート時代最後の年の活躍が嘘であったかのように低迷を続け、更にはフォード本社の業績不振に伴い、2004年をもってエナジードリンクメーカーのレッドブルに身売りされた。売却金額は1ドルと云われる。ジャガー改めレッドブル・レーシングはトップチームの一角に成長するが、今日でもPSR時代から活動しているミルトンキーンズに本拠地を置いている。

## 変遷表
| 年     | エントリー名           | 車体型番 | タイヤ | エンジン        | 燃料・オイル | ドライバー                                                       | ランキング | 優勝数 |
| ------ | ---------------------- | -------- | ------ | --------------- | ------------ | ---------------------------------------------------------------- | ---------- | ------ |
| 1997年 | スチュワート・フォード | SF-1     | B      | フォードZETEC-R | テキサコ     | ルーベンス・バリチェロ ヤン・マグヌッセン                        | 9          | 0      |
| 1998年 | スチュワート・フォード | SF-2     | B      | フォードZETEC-R | テキサコ     | ルーベンス・バリチェロ ヤン・マグヌッセン ヨス・フェルスタッペン | 8          | 0      |
| 1999年 | スチュワート・フォード | SF-3     | B      | フォードCR-1    | テキサコ     | ルーベンス・バリチェロ ジョニー・ハーバート                      | 4          | 1      |

## F1戦績
| 年     | シャシー | エンジン・タイヤ        | エンジン・タイヤ | ドライバー             | 1   | 2   | 3   | 4   | 5   | 6   | 7   | 8   | 9   | 10  | 11  | 12  | 13  | 14  | 15  | 16  | 17  | 得点 | 順位 |
| ------ | -------- | ----------------------- | ---------------- | ---------------------- | --- | --- | --- | --- | --- | --- | --- | --- | --- | --- | --- | --- | --- | --- | --- | --- | --- | ---- | ---- |
| 1997年 | SF-1     | Ford VJ Zetec-R 3.0 V10 | B                |                        | AUS | BRA | ARG | SMR | MON | ESP | CAN | FRA | GBR | GER | HUN | BEL | ITA | AUT | LUX | JPN | EUR | 6    | 9th  |
| 1997年 | SF-1     | Ford VJ Zetec-R 3.0 V10 | B                | ルーベンス・バリチェロ | Ret | Ret | Ret | Ret | 2   | Ret | Ret | Ret | Ret | Ret | Ret | Ret | 13  | 14† | Ret | Ret | Ret | 6    | 9th  |
| 1997年 | SF-1     | Ford VJ Zetec-R 3.0 V10 | B                | ヤン・マグヌッセン     | Ret | DNS | 10† | Ret | 7   | 13  | Ret | Ret | Ret | Ret | Ret | 12  | Ret | Ret | Ret | Ret | 9   | 6    | 9th  |
| 1998年 | SF-2     | Ford VJ Zetec-R 3.0 V10 | B                |                        | AUS | BRA | ARG | SMR | ESP | MON | CAN | FRA | GBR | AUT | GER | HUN | BEL | ITA | LUX | JPN |     | 5    | 8th  |
| 1998年 | SF-2     | Ford VJ Zetec-R 3.0 V10 | B                | ルーベンス・バリチェロ | Ret | Ret | 10  | Ret | 5   | Ret | 5   | 10  | Ret | Ret | Ret | Ret | Ret | 10  | 11  | Ret |     | 5    | 8th  |
| 1998年 | SF-2     | Ford VJ Zetec-R 3.0 V10 | B                | ヤン・マグヌッセン     | Ret | 10  | Ret | Ret | 12  | Ret | 6   |     |     |     |     |     |     |     |     |     |     | 5    | 8th  |
| 1998年 | SF-2     | Ford VJ Zetec-R 3.0 V10 | B                | ヨス・フェルスタッペン |     |     |     |     |     |     |     | 12  | Ret | Ret | Ret | 13  | Ret | Ret | 13  | Ret |     | 5    | 8th  |
| 1999年 | SF-3     | Ford CR-1 3.0 V10       | B                |                        | AUS | BRA | SMR | MON | ESP | CAN | FRA | GBR | AUT | GER | HUN | BEL | ITA | EUR | MAL | JPN |     | 36   | 4th  |
| 1999年 | SF-3     | Ford CR-1 3.0 V10       | B                | ルーベンス・バリチェロ | 5   | Ret | 3   | 9†  | DSQ | Ret | 3   | 8   | Ret | Ret | 5   | 10  | 4   | 3   | 5   | 8   |     | 36   | 4th  |
| 1999年 | SF-3     | Ford CR-1 3.0 V10       | B                | ジョニー・ハーバート   | DNS | Ret | 10† | Ret | Ret | 5   | Ret | 12  | 14  | 11† | 11  | Ret | Ret | 1   | 4   | 7   |     | 36   | 4th  |